# Veruju!
Veruju! (russisk: Верую!) er en russisk spillefilm fra 2009 af Lidija Bobrova.

## Medvirkende
- Aleksandr Aravusjkin som Maksim
- Veronika Babitjuk som Nastja
- Aleksandr Fjodorov
- Jurij Katjalov
- Sasja Kozlov som Valerka